# العلاقات الكازاخستانية الكيريباتية
العلاقات الكازاخستانية الكيريباتية هي العلاقات الثنائية التي تجمع بين كازاخستان وكيريباتي.

## مقارنة بين البلدين
هذه مقارنة عامة ومرجعية للدولتين:
| وجه المقارنة                                              | كازاخستان                      | كيريباتي                        |
| --------------------------------------------------------- | ------------------------------ | ------------------------------- |
| المساحة (كم2)                                             | 2.72 مليون                     | 811                             |
| عدد السكان (نسمة)                                         | 17.95 مليون                    | 116.40 ألف                      |
| الكثافة السكانية (ن./كم²)                                 | 6.6                            | 14.35 ألف                       |
| العاصمة                                                   | نور سلطان                      | جنوب تاراوا                     |
| اللغة الرسمية                                             | اللغة القازاقية، اللغة الروسية | لغة إنجليزية، اللغة الكيريباتية |
| العملة                                                    | تينغ كازاخستاني                | دولار كريباتي، دولار أسترالي    |
| الناتج المحلي الإجمالي (بليون دولار)                      | 159.41 مليار                   | 196.15 مليون                    |
| الناتج المحلي الإجمالي (تعادل القوة الشرائية) بليون دولار | 439.39 مليار                   | 224.26 مليون                    |
| الناتج المحلي الإجمالي الاسمي للفرد دولار أمريكي          | 10.51 ألف                      | 1.42 ألف                        |
| الناتج المحلي الإجمالي للفرد دولار أمريكي                 | 24.23 ألف                      | 1.81 ألف                        |
| مؤشر التنمية البشرية                                      | 0.788                          | 0.590                           |
| رمز المكالمات الدولي                                      | +7                             | +686                            |
| رمز الإنترنت                                              | .kz، .қаз ‏                     | .ki                             |
| المنطقة الزمنية                                           | ت ع م+05:00، ت ع م+06:00       |                                 |

## منظمات دولية مشتركة
يشترك البلدان في عضوية مجموعة من المنظمات الدولية، منها:
| علم المنظمة | اسم المنظمة                   | تاريخ انضمام كازاخستان | تاريخ انضمام كيريباتي |
| ----------- | ----------------------------- | ---------------------- | --------------------- |
|             | الاتحاد البريدي العالمي       | ?                      | ?                     |
|             | بنك التنمية الآسيوي           | 1994                   | 1974                  |
|             | يونسكو                        | 22 مايو 1992           | 24 أكتوبر 1989        |
|             | البنك الدولي للإنشاء والتعمير | 23 يوليو 1992          | 29 سبتمبر 1986        |
|             | الاتحاد الدولي للاتصالات      | 23 فبراير 1993         | 3 نوفمبر 1986         |
|             | مؤسسة التمويل الدولية         | 30 سبتمبر 1993         | 2 أكتوبر 1986         |
|             | الأمم المتحدة                 | 2 مارس 1992            | 14 سبتمبر 1999        |
|             | مؤسسة التنمية الدولية         | 23 يوليو 1992          | 2 أكتوبر 1986         |
|             | منظمة حظر الأسلحة الكيميائية  | ?                      | ?                     |

## وصلات خارجية
- موقع وزارة الخارجية الكازاخستانية